# High Roding
High Roding est un village et une paroisse civile de l'Essex, en Angleterre.